# 本多劇場
本多劇場（ほんだげきじょう）は、東京都世田谷区北沢二丁目10-15にある演劇専用の民営劇場である。客席は1フロア、客席数は386席。

## 概要
本多劇場グループ代表の本多一夫により銭湯の跡地に、1982年11月3日に開場した。こけら落しを飾った作品は唐十郎作の『秘密の花園』。下北沢が「演劇の街」と呼ばれるのは当劇場の存在が影響している。
当初から演劇専用劇場として設計された本多グループ最大規模の劇場で、舞台・観客設備などが最も充実している。東京の小劇場演劇の中心的存在であり、夢の遊眠社や第三舞台なども活動していた当時、ここで上演を行った。その後も大人計画、ナイロン100℃、流山児★事務所といった小劇場界の有名劇団の公演に多く利用されている。
2005年に劇場の地下駐車場に、1982年に閉店したスーパーマーケットの青山ユアーズに展示されていたものを譲受して、芸能人の手形やサインなどが入った石版の展示スペース「星々の手形」が設置されたが、2020年11月現在非公開。
開場以来の公演履歴は、本多劇場過去の上演記録に詳しい。

## アクセス
- 下北沢駅（小田急小田原線・京王井の頭線） - 南口より徒歩約2分